# Giuseppe Cavallera
Giuseppe Cavallera (Villar San Costanzo, 2 gennaio 1873 – Roma, 22 giugno 1952) è stato un politico italiano.

## Biografia
Aveva aderito giovanissimo alle idee socialiste.
Nel 1895, lasciò Torino per la Sardegna, allora ancor priva di qualsiasi organizzazione o struttura socialista. L'occasione gli venne offerta dalla Borsa di Studio che vinse presso la facoltà di medicina dell'Università di Cagliari. Pertanto si trasferì in Sardegna, dove si laureò nel 1896.
In meno di un anno, in gran parte per la sua azione, nell'isola erano sorti 10 circoli socialisti.
Svolse la sua attività sociale e politico-sindacale soprattutto a Carloforte, a partire dal 1897 dove organizzò la Lega dei Battellieri e portò le idee del socialismo. In seguito fu attivo propagandista del socialismo e dell'organizzazione sindacale tra i minatori del bacino minerario del Sulcis-Inglesiente-Guspinese, dove ebbe un ruolo determinante nell'organizzare le Leghe dei minatori, associazioni operaie che fondevano gli obiettivi politici dei circoli socialisti con quelli sindacali.
Arrestato nel 1900 per gli scioperi verificatosi a Carloforte tra il 1897 e il 1899, venne condannato dal tribunale di Cagliari a sette mesi di carcere.
Nel 1904 fu eletto segretario della Federazione Regionale dei minatori sardi.
Nel 1906 viene eletto sindaco di Carloforte, nel 1913 deputato del Regno d'Italia per due legislature, e nel 1948 dopo la proclamazione della Repubblica, senatore nel collegio di Iglesias. Dopo la sua morte, al Senato venne sostituito da Antonio Cassitta nella I Legislatura.
Sposatosi con una ragazza di Carloforte di nome Anna Vassallo, ebbe sei figli, tra cui si ricorda Vindice Cavallera.
A lui è dedicato a Carloforte il Cineteatro Giuseppe Cavallera costruito dai battellieri a memoria del lungo cammino di riscatto del proletariato.
(Giuseppe Dessì)